# Hydrotaea villosa
Hydrotaea villosa este o specie de muște din genul Hydrotaea, familia Muscidae, descrisă de Stein în anul 1904.
Este endemică în Columbia. Conform Catalogue of Life specia Hydrotaea villosa nu are subspecii cunoscute.